# Keith Self
Keith Alan Self, né le 20 mars 1953 à Philadelphie, est un homme politique américain. Membre du Parti républicain, il représente le troisième district congressionnel du Texas à la Chambre des représentants des États-Unis depuis 2023.

## Biographie
Avant son élection au congrès en 2022, Self était juge du comté de Collin. Il est considéré comme l'un des nouveaux élus les plus conservateurs du nouveau congrès.